# Королевский банк Шотландии
Короле́вский банк Шотла́ндии (англ. The Royal Bank of Scotland Plc; гэльск. Banca Rìoghail na h-Alba) — один из крупнейших коммерческих банков в Шотландии. Основан в 1727 году. Входит в число трёх шотландских банков, имеющих право выпуска банкнот.

## История
История Royal Bank of Scotland (Королевского банка Шотландии) начинается с Company of Scotland (Шотландской компании), компании, учреждённой парламентом Шотландии в 1695 году для осуществления торговли Шотландии с Африкой, Индией и Америкой (в том же году актом парламента Шотландии был основан также Bank of Scotland). Компания по сути так и не начала работу, и при этом её банкротство привело к большим потерям в шотландских финансах, что вынудило Шотландию в 1707 году к объединению с Англией. Правительство объединённого Королевства согласилось выплатить компенсацию инвесторам компании, собравшимся в Общество подписчиков Эквивалентного долга (Society of the Subscribed Equivalent Debt). В 1724 году это Общество было преобразовано в компанию, а в 1727 году компания получила право заниматься банковской деятельностью и стала называться Royal Bank of Scotland. По замыслу британских властей этот новый банк должен был стать противовесом старому Банку Шотландии, подозреваемом в якобитских симпатиях. В 1728 году Новый банк предпринял попытку вызвать банкротство Старого, скупив его чеки и представив их к оплате. Bank of Scotland вынужден был временно прекратить платежи, однако добиться его банкротства Royal Bank of Scotland не удалось.
Первое отделение вне Эдинбурга было открыто в 1783 году в Глазго. В первой половине XIX века отделения появились и в других городах Шотландии. В 1825 году Royal Bank of Scotland приобрёл дом лорда Дандеса (англ. Dundas House), ставший новой штаб-квартирой банка. Во второй половине банк расширялся за счёт поглощения других шотландских банков, в частности Western Bank в 1857 году, Dundee Banking Company в 1864 году. К 1910 году у Royal Bank of Scotland было 158 отделений и около 900 сотрудников.
Первое отделение Royal Bank of Scotland в Лондоне было открыто в 1874 году. После Первой мировой войны RBS поглотил несколько английских банков: Drummonds Bank (в 1924 году), Williams Deacon’s Bank (в 1930 году), Glyn, Mills & Co. (в 1939 году). Первое зарубежное отделение было открыто в 1960 году в Нью-Йорке, за ним последовали отделения в Чикаго, Лос-Анджелесе, Хьюстоне и Гонконге.
В 1969 году экономические условия для ведения банковской деятельности ухудшились, и Royal Bank of Scotland решил объединиться с National Commercial Bank of Scotland. Первоначальное название объединённого холдинга было National and Commercial Banking Group Ltd, однако через десять лет, в 1979 году он был переименован в Royal Bank of Scotland Group plc.
30 апреля 2018 года, в соответствии с принятым законодательством по чёткому разграничению балансовых границ между финансовыми и розничными банковскими операциями в Великобритании, международно-финансовая часть банка сменила юридическое лицо и название, став NatWest Markets, в то время как новым собственником его розничных банковских операций (в том числе, выпуска банкнот) в Шотландии стал его бывший филиал Adam and Company, а на территории Англии — его бывший филиал Drummonds Bank(оба банка, при этом, сохранили за собой, право использовать основной брэнд RBS plc).